# Падарин, Андрей Максимович
 Андрей Максимович Падарин (1790, Вятка — 28 апреля (10 мая) 1852, Вятка) — вятский вице-губернатор, и. д. вятского губернского предводителя дворянства.

## Биография
Родился в Вятке в начале 1790 года. Происходил из обер-офицерских детей. Сын заштатного майора из орловских канцеляристов.
В службе и чине XIV класса с 31 декабря 1807 (12 января 1808) (по другим сведениям — в службе подканцеляристом с 1801, в классном чине — с 1807). В течение 16 лет (1806—1822) служил секретарём в присутственных местах Вятской губернии: канцеляристом на вакансию секретаря Вятской уголовной палаты в 1806, и. д. секретаря и секретарь палаты по 1812, губернский секретарь (1812); секретарь вятского гражданского губернатора и Вятского приказа общественного призрения (1813; 1818—1822), титулярный советник (1819); секретарь Вятского губернского правления (1814—1817), коллежский секретарь (1815). Как секретарь Вятской уголовной палаты пожалован монаршим благоволением за «попечительность ея в окончании в минувшем 1811 году дел» в январе 1812; как секретарь вятского гражданского губернатора пожалован орденом Святой Анны 3 степени в ноябре 1819.
С 1822 по 1824 — советник (директор) отделения питейного сбора Вятской казённой палаты, управляющий вятским питейным сбором. Состоял по ведомству Управления питейным сбором Д-та разных податей и сборов М-ва финансов. В июне 1823 пожалован орденом Святого Владимира 4 степени.
С 1824 по 1835 — советник Вятского губернского правления. Произведён, за выслугу лет, в коллежские асессоры 22 августа (3 сентября) 1826, со старшинством; пожалован орденом Святой Анны 2 степени в апреле 1828; в надворные советники 6 (18) апреля 1831, со старшинством; орден Святой Анны 2 степени с императорской короной в мае 1832; в коллежские советники 18 (30) мая 1834, со старшинством. Как советник (управляющий) 1-го отделения Вятского губернского правления и ближайший помощник вятского губернатора Е. Е. Ренкевича, терявшего нити управления, А. М. Падарин, согласно жандармских донесений, к 1834 стал подлинным «хозяином губернии» и её «главным руководителем», не пользовавшимся популярностью в местном обществе: «Сей чиновник вреднейший человек».
Переведён на службу в С.-Петербург. С 1835 по 1838 — чиновник особых поручений VI класса при министре внутренних дел. Тогда же, по выслуженному чину, пожалован дипломом на потомственное дворянское достоинство 15 (27) мая 1836 и гербом, внесённым в часть XI Общего гербовника, за № 93. Родоначальник дворянского рода Падариных, угасшего со смертью сына Василия в 1842. Тогда же — в 1830-х, показан награждённым бронзовой дворянской медалью «В память Отечественной войны 1812».
В той же должности — чиновника по особым поручениям министерства, поручено ему управление делами по устройству и хозяйству городов (1837), командировался в Пермскую губернию для исследования вопроса о переводе города Оханска на новое место. Один из разработчиков высочайшего «Наказа гражданским губернаторам 1837 года», содержащего обязанности гражданских губернаторов относительно устройства городов. За участие в составлении «Наказа» и другие заслуги в августе 1837 пожалован орденом Святого Владимира 3 степени «в воздаяние отличных трудов и усердия к службе»
В 1838 определён на вакансию начальником 2-го отделения канцелярии М-ва внутренних дел, коим и состоял на начало 1839. Отделение вело переписку о дворянских и купеческих выборах, о правилах, преимуществах и привилегиях лифляндского, курляндского и эстляндского рыцарств; по возведению в почетное гражданство и вообще по правам состояния; по учреждению опек над малолетними, «слабоумными, умалишенными», по переходу крестьян в вольные хлебопашцы; по постановлениям для поселян, находившихся на особых правах; о членах бывших царских домов Грузинского, Имеретинского и княжества Мингрельского; выдавало подорожные, открытые листы и свидетельства для провоза тел умерших из одного места в другое для погребения; вело переписку о сооружении памятников и об открытии подписок, о музеях и других подобных заведениях и обществах; собирало сведения о древних зданиях и находимых древностях; ведало делами по всем чрезвычайным сношениям с военным ведомством и по распоряжениям в необыкновенных случаях; по определению, увольнению и награждению членов Совета директоров департаментов, а также чиновников канцелярии министерства.
В прежней должности чиновника особых поручений в июне 1839 командирован для ревизии Вологодского приказа общественного призрения и выехал в Вологду в июле 1839.
С 30 октября (11 ноября) 1839 по 8 (20) марта 1845 — вятский вице-губернатор. В конце ноября 1839 выехал из С.-Петербурга в Вятку. Прибыл и вступил в должность 14 (26) декабря 1839. В том же — 1839, вместе с супругой пожертвовал 5 тыс. руб. ассигнациями (в заёмных письмах) на строительство в Вятке Александро-Невского собора. И. д. вятского гражданского губернатора в разное время (1840, 1841, 1842, 1843, 1844) в целом более трёх лет. Во время управления губернией в 1840 и 1843 гг. был дважды удостоен монаршего благоволения за успешное окончание рекрутских наборов; в 1840 был организатором Вятского губернского попечительства о детских приютах и благотворительного «стола для бедных в г. Вятке». Пожалован, за отличие, статским советником 16 (28) апреля 1841, со старшинством. В 1844 подписал за губернатора новый градостроительный план г. Сарапула Вятской губернии, утверждённый Николаем I в январе 1845.
По мемуарным свидетельствам, А. М. Падарин, обладавший большим влиянием в родной Вятке, разными способами добивался назначения вятским губернатором. Однако, назначения не получил. Уволен от должности согласно прошения, по домашним обстоятельствам, с полной пенсией и мундиром, должности присвоенной. За месяц до отставки, в феврале того же — 1845, в семье Падарина родился внук — князь Николай Петрович Шелешпанский, последний представитель древнего княжеского рода из Рюриковичей.
Был в отставке с марта 1845 по август 1848. Вятский домовладелец. Выйдя в отставку, в мае того же — 1845, по купчей от 22 числа, совершенной в Вятской палате уголовного и гражданского суда, продал деревянный, на каменном фундаменте, дом, состоящий г. Вятки, 1-й части, на ул. Преображенской, с имеющимися при нём службами и местом, за 800 руб. серебром. Дом купил вятский мещанин Василий Васильевич Корчажинский.
ВП от 20 августа (1 сентября) 1848 за № 161, по ведомству М-ва юстиции, определён в службу, из отставных, судьей Вятского совестного суда, и состоял в должности до своей кончины. Одновременно, в 1850 — и. д. вятского губернского предводителя дворянства, и в той дожности назначен членом комитета Вятской сельскохозяйственной выставки (15 августа — 1 сентября) шести губерний: Вятской, Казанской, Пензенской, Нижегородской, Симбирской и Саратовской — проводимой Министерством государственных имуществ, и членом комитета конноспортивных состязаний (в рамках выставки), с 1850 проводимых департаментом государственного коннозаводства М-ва государственных имуществ с целью сохранения местной «Вятской породы» лошадей.
Умер на службе на 63 году жизни. Обряд отпевания совершал высокопреподобный архимандрит Амвросий. При большом стечении народа был похоронен 1 мая в ограде кладбища Вятского Успенского Трифонова м-ря, вместе с двумя ранее умершими сыновьями. ВП от 1 (13) июня 1852 за № 108, по ведомству М-ва юстиции, исключён из списков умершим.

## Отзывы
Негативный отзыв о службе А. М. Падарина, как советника Вятского губернского правления и как вице-губернатора, оставил князь П. В. Долгоруков, в 1843—1844 гг. отбывавший ссылку в Вятке.

## Награды
- Монаршее благоволение (8.01.1812)
- Орден Святой Анны 3 степени (27.11.1819)
- Орден Святого Владимира 4 степени (14.06.1823)
- Орден Святой Анны 2 степени (16.04.1828)
- Знак отличия беспорочной службы за «XV» (22.08.1829) и «XX» лет (22.08.1831)
- Орден Святой Анны 2 степени, с императорской короной (20.05.1832)
- Годовое жалование (1836)
- Орден Святого Владимира 3 степени (20.08.1837)
- Единовременно 2500 руб. ассигнациями (1838)
- Знак отличия беспорочной службы за «XXV» (22.08.1838) и «XXX» лет (22.08.1839)
- Монаршее благоволение (31.12.1840)
- Монаршее благоволение (10.01.1844)
- Тёмно-бронзовая дворянская медаль «В память Отечественной войны 1812» (1814)

## Семья
- Отец — Максим Падарин, уроженец г. Орлова Вятского н-ва, канцелярист. Вступил в военную службу писарем Троицкого пехотного (мушкетёрского[70]) полка[71]; из полковых писарей произведён полковым адъютантом 31 марта (11 апреля) 1793[72]; на 15.03.1797 — подпоручик, в той же должности (квартира полка в Симферополе, шеф — ген.-майор Мерлин 2-й Иван); произведён на вакансию в поручики того же, именовавшегося по шефу, ген.-майора[73] Бороздина 2-го мушкетёрского полка, с 6 (17) марта 1798; в штабс-капитаны того же полка 8 (19) февраля 1799; в капитаны того же полка 1 (13) июня 1800; по прошению, отставлен от службы майором 17 (29) сентября 1802, с определением в московские инвалидные роты.
- Жена — статская советница Мариамна (Марианна, Маремьяна) Васильевна, урождённая Тельнихина (ок. 1793, Архангельск — 1876, Сарапул/Вятка), дочь яранского форшмейстера, титулярного советника Василия Тельнихина. Была похоронена в г. Сарапуле в 1876; 12 (24) августа 1878 разрешено перевезти её тело «в город Вятку для предания земле в мужском Успенском [Трифоновом] монастыре». Прах перезахоронен вместе с мужем и сыновьями. Вятская домовладелица. В Вятской гражданской палате 30 мая (11 июня) 1841 от поверенной чиновника 9-го класса Матвея Филатова Лебедева, женой гвардии штабс-капитана князя Несвицкого, Анной Александровной, совершена купчая, на проданный ею, Несвицкой, жене статского советника Подарина, Маремьяне Васильевой, принадлежащий доверителю её, Лебедеву, каменный 2-этажный дом, состоящий г. Вятки, 1-й части, на углу Владимирской[74] и Копанской[75] улиц, с имеющимися при нём двумя деревянными на каменных фундаментах флигелями, службами и местом, мерой по улицам Владимирской и в задах по 39 и Копанской 34 сажени с аршинами, серебром за 2 850 руб. Купчая писана на гербовом листе в 6 руб. серебром; взыскано пошлин 114 руб. и с акта 3 руб. серебром[76]. Домовладение М. В. Падариной сохранилось до наших дней. Известно, как дом вице-губернатора А. М. Падарина[77]. Активно использовался Маремьяной в качестве обеспечения по казённым подрядам вятских купцов. В том же качестве использовался и дом Падариных на ул. Преображенской[78].

- Сын — Михаил Андреевич Падарин (1816, Вятка — 4.03.1824, Вятка). Умер от воспаления лёгких. Похоронен с родителями на кладбище Вятского Успенского Трифонова м-ря.[79]
- Сын — Василий Андреевич Падарин (1825, Вятка — 14.10.1842, Вятка). Определён в кадеты 1-го кадетского корпуса в С.-Петербурге в апреле 1838[80]. Курса не окончил. Умер от туберкулёза. Похоронен с родителями на кладбище Вятского Успенского Трифонова м-ря.[81]
- Дочь — коллежская советница, княгиня Александра Андреевна Шелешпанская, урождённая Падарина. С 23 апреля (5 мая) 1834 вышла в Вятке замуж за участника Польской кампании 1831, поручика Галицкого егерского полка, князя Петра Александровича Шелешпанского[82]. В браке имела сына Николая и дочь Марию Кульвец[83]. С мужем похоронена в Авраамиевом Городецком Покровском монастыре Чухломского уезда[84].

- - Внук — князь Николай Петрович Шелешпанский (22.02.1845—?), коллежский регистратор. Последний представитель рода князей Шелешпанских, ветви Рюриковичей в XVI колене. С 1856 учился в Императорском училище правоведения. Курса не окончил. Поступил в службу в ведомство М-ва финансов канцелярским служителем канцелярии начальника табако-акцизного округа С.-Петербургского губернского акцизного управления; по прошению, уволен от службы 3 (15) июля 1865. Много позже отставки, сенатским указом от 22.12.1866 за № 305, по ведомству С.-Петербургского губернского акцизного управления, произведён, за выслугу лет, из канцеляристов — в коллежские регистраторы, со старшинством с 24 октября (5 ноября) 1864. Был холост.
- Дочь — действительная статская советница Екатерина Андреевна Поппе, урождённая Падарина. Воспитанница Екатерининского института. В Вятке вышла замуж за видного юриста, советника Вятской уголовной и гражданской палаты, а впоследствии председателя Вятской и Олонецкой судебных палат, члена Московской судебной палаты, председателя Ярославского и Самарского окружных судов, действительного статского советника Карла Карловича Поппе (30.04.1822—15.01.1875). Дети: Николай[85], Владимир[86], Екатерина.

## Примечание
1. ↑  Транскрипция фамилии в источниках XIX в. — Падарин, Падерин, Подарин.
2. ↑  В РПН в. к. Николая Михайловича — 28.06.1852. — Т. 1. С. 125.
3. ↑  За неимением в Вятской губернии должности губернского предводителя утверждались и. д.
4. ↑  Некролог. Сов. судья А. М. Подарин // Вятские губернские ведомости. — 1852. — 3 мая (№ 18). — Отд. II. Ч. неофициальная. — С. 144—145; Хронологический список гражданских правителей в Вятке. Примечания // Вятские губ. вед. — 1854. — 24 апреля (№ 17). — Отд. II. Ч. неофициальная. — С. 279—280.
5. ↑  г. Орлов Вятской губ.
6. ↑  А. М. Падарин // Энциклопедия земли Вятской. Т. 6: Знатные люди: (Биографический словарь) / сост. С. П. Кокурина. — Киров, 1996. — С. 325.
7. ↑  Список чинам V класса на 20.12.1851. С. 161.
8. ↑  РГИА. Ф.1343. Оп.27. Д.3785. Гербовое делo А. Подарина.
9. ↑  Некролог. Сов. судья А. М. Подарин // Вятские губернские ведомости. — 1852. — 3 мая (№ 18). — Отд. II. Ч. неофициальная. — С. 144—145.
10. ↑  А.—К. 1807. Ч. 2. С. 300.
11. ↑  А.—К. 1812. Ч. 2. С. 297
12. ↑  А.—К. 1815. Ч. 2. С. 305.
13. ↑  А.—К. 1819. Ч. 2. С. 317.
14. ↑  А.—К. 1822. Ч. 2. С. 236.
15. ↑  А.—К. 1814. Ч. 2. С. 308.
16. ↑  А.—К. 1818. Ч. 2. С. 315.
17. ↑  Вятской палаты уголовного суда.
18. ↑  Московские ведомости. — 1812. — 30 марта (№ 26). — С. 762.
19. ↑  Русский инвалид. — 1819. — 31 декабря (№ 306). — С. 1224.
20. ↑  А.—К. 1824. Ч. 1. С. 698.
21. ↑  А.—К. 1825. Ч. 2. С. 259
22. ↑  Список кавалерам на 1827. Ч. II. С. 302.
23. ↑  А.—К. 1825. Ч. 2. С. 259.
24. ↑  А.—К. 1835. Ч. 2. С. 232.
25. ↑  Сенатские ведомости. — 1827. — 16 апреля (№ 16). — С. 621.
26. ↑  Сенатские ведомости. — 1828. — 9 июня (№ 23). — С. 837.
27. ↑  Сенатские ведомости. — 1831. — 25 апреля (№ 17). — С. 670.
28. ↑  Сенатские ведомости. — 1832. — 04 июня (№ 23). — С. 895.
29. ↑  Сенатские ведомости. — 1834. — 2 июня (№ 22). — С. 830.
30. ↑  ГАРФ. Ф. 109. Оп. 8. Д. 397е. Ч. 1. Л. 97 // Бибиков Г. Н. Полугодовые донесения губернских жандармских штаб-офицеров как источник по истории местного управления Российской империи 1830-х гг. / Новое прошлое: журнал. — 2021. — № 1. — С. 45—46.
31. ↑  РГИА. Ф. 1286. Оп. 5 (1834). Д. 291.
32. ↑  А.—К. 1836. Ч. 1. С. 434.
33. ↑  А.—К. 1838. Ч. 1. С. 509.
34. ↑  РГИА. Ф.1343. Оп.27. Д.3785.
35. ↑  РГИА. Ф. 1287. Оп. 45. Д. 792.
36. ↑  РГИА. Ф. 1287. Оп. 8. Д. 38.
37. ↑  Некролог. Сов. судья А. М. Подарин. Статья Г. // Вятские губернские ведомости. — 1852. — 3 мая (№ 18). — Отд. II. — Ч. неофициальная. — С. 144—145.
38. ↑  То же.
39. ↑  Русский инвалид. — 1837. — 11 сентября (№ 226). — С. 903.
40. ↑  А.—К. 1838. Ч. 1. Прибавления. С. 18.
41. ↑  А.—К. 1839. Ч. 1. С. 460.
42. ↑  Высшие и центральные государственные учреждения России. 1801—1917. Т. 2. — СПб.: Наука, 2001. — С. 23—24.
43. ↑  РГИА. Ф. 1287. Оп. 21. Д. 495.
44. ↑  Выехавшие из С.-Петербурга 19 и 20 июля 1839 // С.-Петербургские ведомости. — 1839. — 22 июля (№ 165). — Прибавление. — С. 1299.
45. ↑  Сенатские ведомости. — 1839. — 17 ноября (№ 92). — С. 1.
46. ↑  Сенатские ведомости. — 1845. — 23 марта (№ 24). — С. 192.
47. ↑  Выехавшие из С.-Петербурга 26 и 27 ноября 1839 // С.-Петербургские ведомостям. — 1839. — 29 ноября (№ 273). — Прибавление. — С. 2360.
48. ↑  Вятские губ. вед. — 1839. — 16 декабря (№ 50). — Ч. I. Официальная. — С. 292.
49. ↑  Вятские губ. вед. — 1840. — 5 февраля (№ 5) .— Ч. I. — С. 34; 9 ноября (№ 45). — Ч. I. — С. 209.
50. ↑  Вятские губ. вед. — 1841. — 17 мая (№ 20). — Ч. I. — С. 100; 2 августа (№ 31). — Ч. I. — С. 1.
51. ↑  Вятские губ. вед. — 1842. — 23 мая (№ 21). — Ч. I. — С. 1; 3 октября (№ 40). — Ч. I. — С. 188.
52. ↑  Вятские губ. вед. — 1844. — 5 февраля (№ 6). — Ч. I. — С. 1.
53. ↑  Вятские губ. вед. — 1844. — 8 июля (№ 28). — Ч. I. — С. 137.
54. 1 2 3  Некролог. Сов. судья А. М. Подарин // Вятские губ. вед. — 1852. — 3 мая (№ 18). — Отд. II. Ч. неофициальная. — С. 144—145.
55. ↑  Вятские губ. вед. — 1844. — 5 февраля (№ 6). — Ч. I. — С. 1.
56. ↑  Об учреждении детских приютов // Вятские губ. вед. — 1840. — 1 июня (№ 22). — Ч. I. — С. 137—139.
57. ↑  Об открытии стола для бедных в г. Вятке // Вятских губ. ведомости. — 1841. — 11 января (№ 2). — Прибавление № 1 — С. 1—2.
58. ↑  Сенатские ведомости. — 1841. — 25 апреля (№ 33). — С. 243.
59. ↑  РГИА. Ф. 1263. Оп. 1. Д. 1699.
60. ↑  Андреева Е. А. История градостроительства городов Вятской губернии (конец XVIII — начало XX вв.) // Вестник МГГУ им. М. А. Шлохова: журнал. — 2013. — № 4. — С. 12.
61. ↑  Благоприобретённое имение — семья дворовых людей.
62. ↑  Вятские судебные палаты соединены в одно присутствие, под наименованием: Вятская палата уголовного и гражданского суда — указом от 12.11.1841.
63. ↑  Сенатские объявления. — 1845. — 19 июля (№ 58). — Разряд XVIII. О совершенных крепостных актах и о явке сих актов, для ввода во владение имением. — С. 28. — № 18187.
64. ↑  Сенатские ведомости. — 1848. — 21 сентября (№ 76). — С. 1115.
65. ↑  ГАКО. Ф. 579. Оп. 1. Д. 32. Л. 2.
66. ↑  Выставки сельских произведений в России в 1850 году // Журнал МГИ. Ч. XXXVIII. (1851-1). — СПб., 1851. — Отд. II. — С. 203.
67. ↑  Смирнов М. А. Конные состязания-испытания в Вятской губернии в XIX — начале XX в. // Современные проблемы науки и образования: журнал. — 2013. — № 5. — С. 4.
68. ↑  Кустова Е. В. Документы Госархива Кировской области как источник по истории некрополя Вятского Успенского Трифонова м-ря // Отечественные архивы: журнал. — 2013. — № 4. — С. 40.
69. ↑  Правда о России, высказанная князем Петром Долгоруковым. Ч. 1. — Париж, 1861. — С. 77—78.
70. ↑  С ноября 1796 по февраль 1811 — именовался мушкетёрским полком; с октября 1798 по март 1801 — именовался по шефу.
71. ↑  В ноябре 1819 г. слит с Апшеронским пехотным полком.
72. ↑  Патент на чин от 13.10.1794 за № 1405.
73. ↑  Ген.- лейтенант с 5.02.1800 г.
74. ↑  Совр. — ул. Карла Маркса.
75. ↑  Совр. — ул. Герцена.
76. ↑  Сенатские объявления. — 1841.— № 53. — Разряд. XVIII. О совершенных крепостных акта, и о явке сих актов, для ввода во владение имением. — С. 20. — № 15874.
77. ↑  Любимов В. А. Старая Вятка. Квартал за кварталом. Первая часть. Начало (От Засоры до Заострожской) — Вятка: [Б. и.], 2014. — С. 147—148.
78. ↑  Сенатские запрещения. — 1842. — 9 сентября (№ 72). — С. 1932. — № № 18552, 18553; 1845. — 28 июля (№ 60). — С. 1653. — № 14054.
79. ↑  ГАКО. Ф. 237. Оп. 75. Д. 449. Л. 228 об. — 229.
80. ↑  С.-Петербургские ведомости. — 1838. — 21 апреля (№ 86). — Прибавление. — С. 1.
81. ↑  ГАКО. Ф. 237. Оп. 75. Д. 460. Л. 109 об. — 110.
82. ↑  Пётр Александрович Шелешпанский, князь (21.06.1804—25.02.1877) — коллежский советник. Воспитанник Дворянского полка: выпущен прапорщиком в Житомирский пехотный полк 16.06.1823; подпоручиком 8.05.1825; поручиком 19.07.1829; переведён в Галицкий егерский полк 10.11.1833; штабс-капитаном 21.10.1834; назначен плац-адъютантом в г. Люблин, с зачислением штабс-капитаном по армии 6.08.1837; уволен в отпуск на 1 год с 12.02.1839, с оставлением по армии; уволен от службы, по прошению, по домашним обстоятельствам, капитаном и с мундиром 8.04.1840. Участник Польской кампании 1831. Имел польский знак отличия за военное достоинство 4 ст. (1831). По представлению Александровского к-та о раненых, в том же — 1840, назначен в ведомство М-ва внутренних дел, на открывшуюся вакансию городничего в г. Котельнич Вятской губ., в 1844 переведён городничим г. Орлова Вятской губ. По прошению, уволен от службы 8.03.1850. Из отставных назначен полицмейстером г. Полтавы с 3.10.1850, затем переведён полицмейстером г. Калуги, затем вновь городничий — в Моршанске и Лебедяни, Тамбовской губ. Из капитанов переименован в титулярные советники 30.05.1848; произведён в коллежские асессоры со ст. 12.09.1846; надворным (21.10.1851; ст. 7.04.1851) и коллежским советником (2.07.1855; ст. 7.04.1855); в отставке с 1858. Помещик Солигачского и Чухломского уездов Костромской губ., и Старицкого у. Тверской губ.
83. ↑  С 30 апреля 1865 в г. Сарапуле Вятской губ. вышла замуж за судебного следователя 2-го участка Сарапульского уезда, коллежского секретаря Феликса Дионисова Кульвеца (1836—1893). Впоследствии — статский советник, председатель Сарапульского уездного съезда с 1 июля 1891 (приказ МВД от 25.06.1891 за № 16), кавалер орд. Св. Станислава 2 ст. (01.01.1889) и Св. Владимира 4 ст. (30.08.1890). Исключён из списков умершим приказом МВД от 29.01.1893 за № 2 и в приказе ошибочно назван коллежским советником. Сенатским указом от 10.11.1892 за № 133, произведён, за выслугу лет, со старшинством, по земскому отделу МВД, из коллежских асессоров — сразу в статские советники, со старшинством с 9.12.1877 (!).
84. ↑  Святая обитель: полное описание жития, подвигов и чудес преподобного и богоносного отца нашего Авраамия Городецкого, Галичского и Чухломского чудотворца и основанного им Свято-Покровского монастыря / [авт.-сост. архим. Никандр (Анпилогов)]. — Орёл: Орлик, 2014. — С. 278.
85. ↑  Николай Карлович Поппе (25.01.1854, Вятка —?) — учился в Ярославской и Самарской гимназиях. Студент юридического ф-та Казанского ун-та с августа 1873, окончил курс со званием действительного студента в сентябре 1878; определён в ведомство М-ва юстиции кандидатом на судебные должности Сарапульского окружного суда с 19 октября 1878; по званию действительного студента утверждён в чине губернского секретаря (7.09.1879; ст. 19.10.1878); в той же должности произведён в коллежские секретари (4.08.1882; ст. 19.10.1881). Впоследствии в том же чине служил и. д. судебного следователя 3-го участка Осинского уезда округа Пермского окружного суда; выбыл из списков в 1894.
86. ↑  Владимир Карлович Поппе (15.10.1858, Вятка—?) — учился в Самарской гимназии. С августа 1881 по ноябрь 1882 и с октября 1883 по сентябрь 1885 учился на медицинском ф-те Казанского ун-та. За участие в студенческих волнениях 1882 года был исключен из университета на 1 год. Курса не окончил. По прошению, уволен из числа студентов со 2-го курса в сентябре 1885. Дальнейшая служба не выяснена.